# الجريمة في لندن

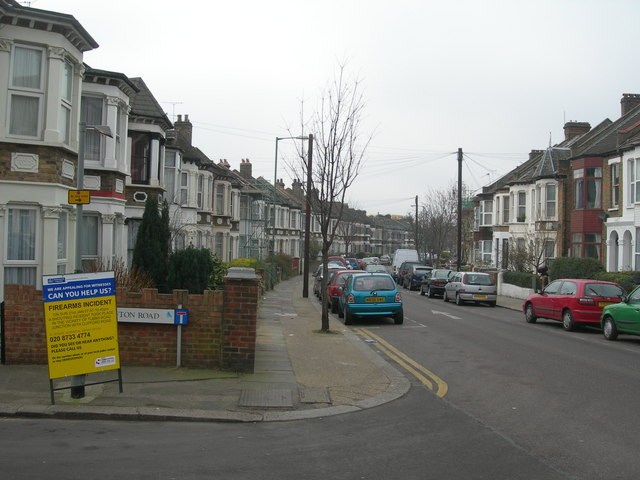
الشارع في لندن

تستند الأرقام الخاصة بالجريمة في لندن أساسًا إلى مجموعتين من الإحصاءات: مسح الجريمة في إنجلترا وويلز، وبيانات الجريمة المسجلة لدى الشرطة. يخدم لندن الكبرى بشكل عام ثلاث قوات شرطية، شرطة العاصمة المسؤولة عن مراقبة الغالبية العظمى من العاصمة، وشرطة مدينة لندن المسؤولة عن سكوير مايل في مدينة لندن، وشرطة النقل البريطانية التي تشرف على شبكة السكك الحديدية الوطنية ومترو لندن. هناك قوة شرطة رابعة في لندن، شرطة وزارة الدفاع، لا تشارك عمومًا في حفظ الأمن لعامة الناس. يوجد في لندن أيضًا عدد من الوحدات الصغيرة لحفظ الأمن في المنتزهات. يشار إلى لندن الكبرى باسم منطقة لندن ضمن المنشورات الإحصائية للجريمة في وزارة الداخلية.

## الإحصائيات الحالية
يُعد مكتب العمدة للشرطة والجريمة تقارير أداء ربع سنوية لأعمال الشرطة والجريمة في منطقة لندن الكبرى. أظهر الربع الأول من عام 2021 انخفاضًا في جميع الجرائم في لندن باستثناء جرائم الكراهية والعنف المنزلي. انخفض إجمالي المخالفات المُبلغ عنها بنسبة 17.2% مقارنة بالربع المماثل من عام 2019/2020 (20,465-) وانخفض بنسبة 8.1% (17,148) مقارنة بالربع الثاني من عام 2020. تشمل هذه الأرقام فترات الحجر خلال جائحة كورونا.
أظهرت بيانات مكتب الإحصاءات الوطنية بين يونيو 2016 ومارس 2020 أن الجريمة للفرد قد زادت بنسبة 31% في إنجلترا وبهامش أقل بنسبة 18% في لندن منذ عام 2016. هذه الإحصائيات تحسب فقط الجرائم التي سجلتها الشرطة، وتقدر من خلال استمرار انخفاض الجريمة الإجمالية.
الزيادة في الجريمة المسجلة في لندن ليست منتظمة عبر أنواع مختلفة من الجرائم. على سبيل المثال، بينما زادت جرائم القتل خلال هذه الفترة بنسبة 23% في لندن مقارنة بنسبة 8% في جميع أنحاء إنجلترا، زاد العنف ضد الشخص عمومًا بنسبة 2% في لندن مقارنة بنسبة 7% في جميع أنحاء إنجلترا. خلال نفس الفترة، انخفضت الجرائم الجنسية التي سجلتها الشرطة في لندن بنسبة 2% بينما ظلت ثابتة في إنجلترا. لكن السرقة بالإكراه زادت بنسبة 16% في لندن مقارنة بنسبة 6% في جميع أنحاء إنجلترا. بخلاف ذلك، كانت الزيادة في لندن خلال 2019/2020 مدفوعة إلى حد كبير بزيادة جرائم السرقة، بما في ذلك السطو. السرقة هي سرقة شخص دون استخدام القوة أو التهديد باستخدامها، والسرقة بالإكراه هي السرقة باستخدام القوة أو التهديد باستخدامها ضد شخص ما، والسطو هو دخول الممتلكات بطريقة غير قانونية بغرض السرقة. تمثل جرائم السرقة 50% من الجرائم المسجلة لشرطة العاصمة، وزادت بنسبة 4% العام الماضي. انخفضت في جميع أنحاء إنجلترا بنسبة 5%.
على مدى فترة أطول يكون الإحصاء مشابهًا. منذ عام 2016، ارتفع عدد جرائم السرقة المسجلة للشرطة (دون قوة أو تهديد) للفرد بنسبة 23% في لندن، مقارنة بارتفاع بنسبة 7% في إنجلترا على نطاق أوسع، وهو ما يمثل معظم الزيادة المسجلة في الجريمة في العاصمة.
تُقيم مفتشية صاحبة الجلالة للشرطة وخدمات الإطفاء والإنقاذ فعالية وكفاءة قوات الشرطة بصورة مستقلة. في عام 2018، أبلغوا أن شرطة العاصمة سجلت 89.5% فقط من الجرائم المبلغ عنها. من المحتمل أن تُنسب الزيادات في الجرائم المسجلة جزئيًا إلى التحسينات في تسجيل الجرائم المبلغ عنها في جميع أنحاء لندن، بدلًا من مجرد زيادة في الجريمة التي يعاني منها السكان والزوار.
كشفت مؤسسة فول فاكت المستقلة تقريرًا مفاده أن الجريمة في لندن ارتفعت بمعدل أسرع بخمس مرات من بقية أنحاء البلاد منذ أن أصبح صادق خان عمدة في عام 2016. تُنسب المعلومات المضللة إلى دان وتون في ذا صن في 1 أكتوبر 2020، الذي ربما يكون قد أساء تفسير مقال في صحيفة إيفينينغ ستاندرد في 17 يوليو 2020 زعِم فيه «ارتفاع الرقم الإجمالي للجرائم التي سجلتها شرطة العاصمة في السنة المالية الماضية بنسبة خمسة في المئة في عام 2018».

## جرائم العنف
الجرائم المصنفة على أنها «جرائم عنف» من قبل وزارة الداخلية هي العنف ضد الشخص، بما في ذلك السرقة والجرائم الجنسية. يشمل في بعض الأحيان الاختطاف. أعلِن في سبتمبر 2018 أن المدينة تخطط لمحاكاة نهج الصحة العامة في اسكتلندا، المستوحى من علاج العنف في شيكاغو، لجرائم العنف. أدى هذا إلى انخفاض معدل القتل في غلاسكو إلى أكثر من النصف بين عامي 2004 و2017. في عام 2018، أعلن صادق خان عن تمويل قدره 500 ألف جنيه إسترليني لوحدة الحد من العنف، ومع ذلك تعرض للانتقاد باعتباره غير كافٍ.

### جريمة القتل
بين عامي 1990 و2003، بلغ متوسط عدد جرائم القتل، أي القتل العمد والقتل غير العمد، وما إلى ذلك في لندن 120 في العام، مع انخفاض قدره 109 جرائم في عام 1996، وارتفاع قدره 222 جريمة في عام 2003. ثم تتالت الانخفاضات في كل عام بين عامي 2004 و2014 حتى بلغت 83. ثم ارتفعت بشكل حاد إلى 118 في عام 2015 و110 في عام 2016. في عام 2017، كان هناك ارتفاع إضافي إلى 131، على الرغم من أن هذا شمل 14 ضحية من ضحايا الهجمات الإرهابية في جسر وستمنستر (5)، وجسر لندن (8)، وفينسبري بارك (1)، ولكن حتى مع هذه الأحداث الكبرى كانت ما تزال أقل من أي عام بين عامي 1990 و2009. اعتبارًا من 31 ديسمبر 2018، أبلِغ عن 132 جريمة قتل في لندن في عام 2018. يُذكر أن عام 2019 كان أكثر الأعوام دموية في لندن منذ أكثر من عقد، حيث سجل أعلى مستوى له في 11 عامًا فقد قُتل 143 شخصًا. اعتبارًا من 31 ديسمبر 2019، بلغ عدد جرائم القتل المبلغ عنها 149 جريمة، وهي أعلى نسبة منذ عقد. حطم 2021 الرقم القياسي المسجل في عام 2008 لجرائم قتل المراهقين. كان هذا هو أعلى معدل منذ الحرب العالمية الثانية.
من بين 126 حالة نظرت فيها شرطة العاصمة:
- صُنفت 31 جريمة على أنها جرائم عنف أسري، منها 12 ناتجة عن طعن.
- 44 جريمة قتل في المسكن و71 في الشارع.
- من بين الضحايا البالغ عددهم 126 ضحية: 14 مراهقًا، و40 تتراوح أعمارهم بين 20 و24 عامًا.
- قُيمت 31 من جرائم القتل على أنها «مرتبطة بالعصابات».
- في 14 حالة استخدم القاتل سلاحًا ناريًا، وفي 71 حالة استخدم سكينًا.

| السنة                        | 1990 | 1991  | 1992  | 1993  | 1994  | 1995  | 1996  | 1997  | 1998  | 1999  | 2000  | 2001  | 2002  | 2003  | 2004  | 2005  | 2006  | 2007  | 2008  | 2009  | 2010  | 2011  | 2012  | 2013  | 2014  | 2015  | 2016  | 2017  | 2018  | 2019  | 2020  | 2021 |
| عدد جرائم القتل في لندن      | 184  | 184   | 175   | 160   | 169   | 167   | 139   | 190   | 159   | 146   | 171   | 190   | 189   | 221   | 194   | 165   | 174   | 163   | 154   | 129   | 124   | 118   | 104   | 107   | 94    | 119   | 110   | 131   | 137   | 149   | 123   | 127  |
| معدل جرائم القتل لكل 100,000 |      | 2.7   | 2.6   | 2.3   | 2.5   | 2.4   | 2.0   | 2.7   | 2.3   | 2.0   | 2.4   | 2.6   | 2.6   | 3.0   | 2.6   | 2.2   | 2.3   | 2.1   | 2.0   | 1.6   | 1.5   | 1.4   | 1.3   | 1.3   | 1.1   | 1.4   | 1.3   | 1.5   | 1.5   | 1.7   | 1.4   | 1.4  |
| سكان لندن (بالآلاف)          |      | 6,829 | 6,829 | 6,844 | 6,874 | 6,913 | 6,974 | 7,015 | 7,065 | 7,154 | 7,237 | 7,322 | 7,377 | 7,395 | 7,433 | 7,519 | 7,598 | 7,693 | 7,812 | 7,943 | 8,061 | 8,204 | 8,309 | 8,417 | 8,539 | 8,667 | 8,770 | 8,825 | 8,908 | 8,961 | 9,002 |      |

|          | عدد جرائم القتل في 2017 | معدل جرائم القتل | السكان (بالآلاف) |
| لندن     | 118                     | 1.3              | 8,825            |
| برلين    | 91                      | 2.6              | 3,500            |
| مدريد    | 39                      | 1.2              | 3,200            |
| روما     | 21                      | 0.7              | 2,900            |
| أمستردام | 19                      | 2.3              | 813              |

يمكن أن يختلف توزيع جرائم القتل في لندن اختلافًا كبيرًا حسب الحي.
بين عامي 2001 و2015، ارتكِبت 2326 جريمة في لندن.
| التصنيف | الحي                     | عدد جرائم القتل منذ عام 2001 وحتى عام 2012 |
| 1       | لامبيث                   | 154                                        |
| 2       | ساوثورك                  | 124                                        |
| 3       | نيوهام                   | 122                                        |
| 4       | هكني                     | 114                                        |
| 5       | برنت                     | 100                                        |
| 6       | هارينجي                  | 97                                         |
| 7       | كرويدون                  | 87                                         |
| 8       | كامدن                    | 85                                         |
| 9       | إيلنغ                    | 84                                         |
| 10      | لويسهام                  | 83                                         |
| 11      | تاور هامليتس             | 83                                         |
| 12      | والثام فورست             | 73                                         |
| 13      | غرينتش                   | 71                                         |
| 14      | إزلنغتون                 | 70                                         |
| 15      | أنفيلد                   | 66                                         |
| 16      | وستمنستر                 | 63                                         |
| 17      | واندزورث                 | 62                                         |
| 18      | هيلينغدون                | 61                                         |
| 19      | بارنت                    | 48                                         |
| 20      | هامرسميث وفولهام         | 48                                         |
| 21      | هاونزلو                  | 42                                         |
| 22      | باركينغ وداغنهام         | 42                                         |
| 23      | بروملي                   | 38                                         |
| 24      | ريدبريدج                 | 38                                         |
| 25      | بيكسلي                   | 30                                         |
| 26      | هيفرنغ                   | 28                                         |
| 27      | مرتن                     | 26                                         |
| 28      | ساتون                    | 25                                         |
| 29      | هرو                      | 24                                         |
| 30      | كينسينغتون وتشيلسي       | 23                                         |
| 31      | كينغستون على نهر التايمز | 17                                         |
| 32      | ريتشموند على نهر التايمز | 14                                         |

### جريمة الدراجة النارية الصغيرة
من الإحصائيات الملحوظة منذ عام 2014 عمليات السطو والاعتداءات التي يرتكبها أفراد يركبون الدراجات النارية الصغيرة، ارتفعت الجرائم التي تشارك فيها الدراجات النارية إلى أكثر من 600% في لندن بين عامي 2014 و2016.